# NGC 1571
NGC 1571 je galaksija u zviježđu Dlijetu.

## Vanjske poveznice
- SEDS: NGC 1571